# Bande dessinée ivoirienne
L’histoire de la bande dessinée ivoirienne remonte aux années 1970 avec l’hebdomadaire Ivoire Dimanche. Cet hebdomadaire a révélé des personnages comme Dago et Monsieur Zézé. La bande dessinée ivoirienne doit ses lettres de noblesse à des auteurs comme Groud Gilbert, Zohoré Lassane, Benjamin Kouadio Illary Simplice, Karlos, Kan Souffle, Mendozza. La liste est loin d’être exhaustive. Et le journal Gbich y a contribué énormément.
Ce moyen d’expression à cheval sur le graphisme, la littérature et le cinéma peine à une reconnaissance internationale.
Quelques albums ont vu le jour. Les genres et les styles diffèrent d’un auteur à un autre. On y trouve du réalisme, du semi-réalisme, de l’humour, du comique, de la science-fiction. Ils sont pour la plupart en noir et blanc. Le genre le plus prisé est l’humour. Un humour à forte coloration locale traitant des thèmes du quotidien comme la corruption, l’infidélité, le système D (débrouillardise), le sida, etc.
Les auteurs ivoiriens ont du mal à se faire éditer sur place. A l’international, c’est encore plus difficile. Mais quelques-uns ont pu avoir la chance de figurer dans le catalogue de maisons d'édition comme Albin Michel, Gallimard ou L'Harmattan. C’est le cas de Gilbert G. Groud (Magie noire), Marguerite Abouet (Aya de Yopougon) et Benjamin Kouadio (Les envahisseurs). 
Les éditeurs locaux spécialisés dans le neuvième art n’existent pas. Ceux qui ont publié un auteur comme Benjamin Kouadio sont des généralistes. Ils préfèrent éditer des romans que des bd. Ils ne sont pas intéressés par le produit bande dessinée qualifié à tort de mineur. Il suffit de jeter un coup d’œil à leur catalogue pour s’en convaincre.
Malgré cette situation difficile, les bédéistes ivoiriens continuent de travailler dans l’espoir de lendemains meilleurs.

## Les auteurs
Marguerite Abouet (scénariste), Jess Sah Bi, Soumaïla Adigun, Lacombe, Groud Gilbert, Benjamin Kouadio, Zohoré Lassane, Illary Simplice, Kan Souffle, Atsin Désiré, Karlos Guédé Gou, Bertin Amanvi, Mendozza.

## Les héros
Dago, Monsieur Zézé, John Koutoukou, Tommy Lapoasse, Cauphy Gombo, Petit Débrouyair, Sergent Deutogo, Gnanmankoudji Zékinan, Jo Bleck, Petit Papou, Les Zirigbis

## Les albums
- Les envahisseurs, L'Harmattan, 2013
- Les aventures de Grégoire Kokobé, 1972.
- Yapo et Pipo, 1971.
- John Koutoukou, responsable irresponsable, Céda 1999
- Magie noire, Albin Michel 2003 et 2008.
- Blolo bian, l’amant de l’au-delà, 2003.
- Cultivons l’amour, collectif 2002.
- On va où là ? Collectif, 2006.
- Aya de yopougon, Gallimard 2009.
- Dago, 1973.
- Koutoubou ! Editions Présence, 1992
- Le sida et autres affaires le concernant, Céda.
- Cauphy Gombo, no pitié in bizness.
- Imbécile et heureux, 1984.
- Monsieur Zézé, ça c’est fort, Achka 1989.